# Konstantin Ciolkovski
Konstantin Eduardovič Ciolkovski (Iževskoe, 17. rujna 1857. – Kaluga, 19. rujna 1935.), ruski znanstvenik i izumitelj. Godine 1887. razradio teoriju aerostata od valovita lima s promjenljivim obujmom. Bavio se problemom gradnje metalnih zrakoplova (1894.), prvi u Rusiji konstruirao aerodinamički tunel (1900.). Najvažniji su mu radovi na području raketne tehnike primijenjene na svemirske letove. Objavio je 1929. teoriju o kretanju složenih višestupanjskih i višečlanih raketa. Predložio konstrukciju umjetnih satelitskih postaja koje bi kružile oko Zemlje i služile kao međupostaje za svemirska putovanja. Zamislio je i žiroskopsku stabilizaciju raketa u prostoru bez djelovanja sile teže. Na temelju teorije i otkrića Ciolkovskoga razvijala se astronautika, pa ga zbog toga nazivaju ocem astronautike (uz Hermanna Obertha i Roberta Goddarda).

## Biografija
Rođen je u mjestu Iževskoe, u Rjazanjskoj oblasti, tadašnjem Ruskom Carstvu, u obitelji iz srednje klase. Otac Eduard je bio Poljak, a majka Marija Jumaševa je bila školovana ruska žena. Otac je bio protjeran iz Poljske, zbog svoje revolucionarne političke aktivnosti.
U desetoj godini, Konstantin je obolio od šarlaha i izgubio sluh.Škola u Rjazanju, kamo su se uskoro preselili, zadavala mu je gotovo nesavladive teškoće, ali je majka upravo beskrajnom strpljivošću nastavila s njime poduke kod kuće. Konstantin se sve više udaljavao od svojih vršnjaka. Sate i sate je sjedio sam kod kuće, nagnut nad posuđenim matematičkim i fizikalnim djelima, u kojima je nalazio odgovore na brojna pitanja, na koja mu inače nitko nije mogao odgovoriti. 
Nakon dvije godine umrla mu je majka, pa je ostao sam sa svojim ocem, knjigama i mislima. Jednog dana je dobio balon ispunjen lakim plinom, a kada ga je izgubio pokušao je od papira za cigarete sam napraviti novi. Potom je često u prirodi proučavao let ptica i leptira. Sa 16 godina otac ga je poslao u Moskvu, da tamo nastavi studije. Tu ga je put vodio kroz velike biblioteke i predavaonice, u kojima se snalazio kao kod kuće. Od novca kojeg mu je otac slao, mogao je skromno živjeti, ali on je trebao mnogo novaca za kemikalije i aparate za pokuse, pa je kroz 3 godine studiranja fizike, astronomije, mehanike i geometrije, jeo samo crni kruh. Jules Verne mu je bio velika inspiracija, u djelima gdje je opisivao put kroz svemir i raketni pogon. Smatra se ocem svemirskih letova i prvi čovjek koji je zamislio svemirsko dizalo, nadahnut 1895. s novoizgrađenim Eiffelovim tornjem u Parizu. 
Vidjevši mladog znanstvenika, blijedog i mršavog, prestrašeni znanci iz Rjazanja obavijestili su oca, koji je odmah došao u Moskvu da odvede sina kući. Godine 1872. ponudili su mu da bude nastavnik matematike. S 23 godine, poslao je nekoliko znanstvenih radova Društvu za fiziku i kemiju u Petrogradu, pri čemu se ispostavilo da je ponovo otkrio neka znanstvena otkrića, jer ih nije imao prilike prije upoznati. Obazrivi odgovor poslao mu je Dmitrij Ivanovič Mendeljejev i kasnije je postao članom tog društva. 
Kasnije se preselio u Kalugu, gdje je proveo ostatak svog života. Ondje je pažljivo nastavio s radom na rješavanju problema upravljivog zrakoplova. Budući da je projektirao letjelice od metala i sa zatvorenom kabinom, nitko ga u to vrijeme nije shvaćao ozbiljno. U međuvremenu se i oženio. 
Ponekad su mu stizali i poneki novčani prilozi, ali je vrlo skromno živio. Ipak mu je uspjelo nešto gotovo nevjerojatno; u svom stanu je ispraznio jednu sobu i u njoj uredio prvi aerodinamički tunel u Rusiji. Godine 1893. napisao je nekoliko naučno-fantastičnih pripovijetki, a 1896. konačno je u cijelosti prešao na istraživanje raketa. Ljudi su vjerovali da on uopće nema dara za velikog izumitelja. 
Do bitne promjene u njegovom životu došlo je kad je Ciolkovski dobio brošuru do tada nepoznatog pisca Aleksandra Petroviča Fjodorova, u kojoj je opisan “Nov postupak kod leta i raketni princip za letove kroz svemir”. Ciolkovskom nije trebalo dugo računati da dokaže, kako su tada postojeće rakete na kruto gorivo preslabe za let u svemir, nego da rješenje predstavlja raketa na tekuće gorivo.

## Rad
Godine 1898. Ciolkovski je završio svoj najznačajniji rad "Istraživanja kosmičkog prostora pomoću reaktivnih aparata", koji je objavljen tek 1903. Zbog opreznosti stručnjaka, nije bilo nikakvih ni pozitivnih ni negativnih reakcija, a časopis koji ga je objavio, uskoro je obustavio izlaženje. Za izvođenje praktičnih pokusa s raketama nikada nije imao dovoljno sredstava, pa se zbog toga još intenzivnije bavio teorijom. Izračunao je, u poznatim jednadžbama Ciolkovskog, da minimalna brzina koja je potrebna da raketa dostigne minimalnu planetarnu putanju ili orbitu, 8 km/s i da to može postići višestepena raketa koja će imati kao gorivo tekući kisik i tekući vodik.
Godine 1911. objavio je daljnji rad o istraživanju svemirskog prostora pomoću reaktivnih aparata, te je do 1914. svoja otkrića u potpunosti iznio pred javnost. Za vrijeme Prvog svjetskog rata napisao je nekoliko naučno-fantastičnih pripovijetki. Oktobarska revolucija 1917. nije puno izmijenila njegov položaj. Pa ipak 1919. je primljen u Rusku akademiju znanosti, nakon čega su uslijedili brojni njegovi novi radovi. Napokon je postao opće poznat i uživao je veliki ugled. Godinu za godinom usavršavao je svoje zamisli o letu u svemirski prostor. Uspio je ispravno nacrtati komoru izgaranja rakete hlađene tekućinom, u kojoj su se palila dva različita pogonska sredstva. 
Za svoga života objavio je 88 djela vezana za svemirske letove. Uz to je konstruirao rakete s upravljivim potiskom, višestepene rakete, prostor za posadu i zatvorene biološke sisteme koji bi osigurali hranu i kisik za svemirska naselja. 1927. je objavio ideju za lebdjelice ili “zračni jastuk”.Iako su mnogi za njegov rad izjavili da je nepraktičan, imao je veliki utjecaj na kasnije raketne znanstvenike, npr. Wernhera von Brauna, Valentina Gluška, Sergeja Koroljeva i dr.